# Atletica leggera ai Giochi della XXXIII Olimpiade - Lancio del giavellotto maschile
Ai Giochi della XXXIII Olimpiade la competizione del  Lancio del giavellotto maschile si è svolta nei giorni 6 e 8 agosto 2024 presso lo Stade de France di Parigi.

## Presenze ed assenze dei campioni in carica
| Competizione         | Atleta          | Prestazione | Parigi 2024 |
| -------------------- | --------------- | ----------- | ----------- |
| Olimpiadi 2020       | Neeraj Chopra   | 87,58 m     | Presente    |
| Africani 2022        | Julius Yego     | 79,62 m     | Presente    |
| Commonwealth 2022    | Arshad Nadeem   | 90,18 m     | Presente    |
| Asiatici 2022        | Neeraj Chopra   | 88,88 m     | Presente    |
| Panamericani 2023    | Curtis Thompson | 79,65 m     | Presente    |
| Mondiali 2023        | Neeraj Chopra   | 88,17 m     | Presente    |
| Europei 2024         | Jakub Vadlejch  | 88,65 m     | Presente    |
|                      |                 |             |             |
| Mondiali junior 2022 | Artur Felfner   | 79,36 m     | Presente    |

Graduatoria mondiale
In base alla classifica della Federazione mondiale, i migliori atleti iscritti alla gara erano i seguenti:
| Pos. | Atleta         | Punti | Note |
| ---- | -------------- | ----- | ---- |
| 1    | Jakub Vadlejch | 1419  |      |
| 2    | Neeraj Chopra  | 1413  |      |
| 3    | Julian Weber   | 1367  |      |

## Risultati

### Qualificazioni
Qualificazione: 84,00 (Q) oppure i 12 migliori atleti (q) accedono alla finale.
Martedì 6 agosto, ore 10:20.
| Posizione | Gruppo | Nome                     | Nazionalità       | Lanci | Lanci | Lanci | Risultato | Note                                     |
| Posizione | Gruppo | Nome                     | Nazionalità       | 1°    | 2°    | 3°    | Risultato | Note                                     |
| --------- | ------ | ------------------------ | ----------------- | ----- | ----- | ----- | --------- | ---------------------------------------- |
| 1         | B      | Neeraj Chopra            | India             | 89,34 | —     | —     | 89,34 m   | Q,                                       |
| 2         | B      | Anderson Peters          | Grenada           | 88,63 | —     | —     | 88,63 m   | Q,                                       |
| 3         | A      | Julian Weber             | Germania          | 87,76 | —     | —     | 87,76 m   | Q                                        |
| 4         | B      | Arshad Nadeem            | Pakistan          | 86,59 | —     | —     | 86,59 m   | Q,                                       |
| 5         | A      | Julius Yego              | Kenya             | 78,84 | 80,76 | 85,97 | 85,97 m   | Q,                                       |
| 6         | B      | Luiz Maurício da Silva   | Brasile           | 81,62 | 83,21 | 85,91 | 85,91 m   | Q,                                       |
| 7         | A      | Jakub Vadlejch           | Rep. Ceca         | 85,63 | —     | —     | 85,63 m   | Q                                        |
| 8         | A      | Toni Keränen             | Finlandia         | 79,04 | n     | 85,27 | 85,27 m   | Q,                                       |
| 9         | B      | Andrian Mardare          | Moldavia          | n     | 76,76 | 84,13 | 84,13 m   | Q,                                       |
| 10        | A      | Oliver Helander          | Finlandia         | 83,81 | —     | —     | 83,81 m   | q                                        |
| 11        | A      | Keshorn Walcott          | Trinidad e Tobago | 74,89 | 83,02 | 82,57 | 83,02 m   | q                                        |
| 12        | B      | Lassi Etelätalo          | Finlandia         | 82,91 | n     | 78,42 | 82,91 m   | q                                        |
| 13        | A      | Genki Dean               | Giappone          | 82,48 | n     | 77,40 | 82,48 m   | Miglior prestazione personale stagionale |
| 14        | B      | Marcin Krukowski         | Polonia           | 81,37 | n     | 82,34 | 82,34 m   |                                          |
| 15        | B      | Artur Felfner            | Ucraina           | n     | 81,84 | 74,54 | 81,84 m   |                                          |
| 16        | B      | Cameron McEntyre         | Australia         | 76,33 | n     | 81,18 | 81,18 m   |                                          |
| 17        | A      | Alexandru Novac          | Romania           | n     | 77,35 | 81,08 | 81,08 m   |                                          |
| 18        | A      | Kishore Jena             | India             | 80,73 | n     | 80,21 | 80,73 m   |                                          |
| 19        | A      | Pedro Henrique Rodrigues | Brasile           | 76,23 | 79,46 | 75,69 | 79,46 m   |                                          |
| 20        | B      | Timothy Herman           | Belgio            | 79,42 | 78,86 | n     | 79,42 m   |                                          |
| 21        | B      | Edis Matusevičius        | Lituania          | n     | n     | 79,40 | 79,40 m   |                                          |
| 22        | B      | Max Dehning              | Germania          | 74,58 | 75,10 | 79,24 | 79,24 m   |                                          |
| 23        | B      | Cyprian Mrzygłód         | Polonia           | 78,50 | n     | 77,16 | 78,50 m   |                                          |
| 24        | B      | Chinecherem Nnamdi       | Nigeria           | 77,53 | n     | 76,45 | 77,53 m   |                                          |
| 25        | A      | Patriks Gailums          | Lettonia          | n     | 77,26 | n     | 77,26 m   |                                          |
| 26        | A      | Dawid Wegner             | Polonia           | n     | 75,53 | 76,89 | 76,89 m   |                                          |
| 27        | A      | Curtis Thompson          | Stati Uniti       | 76,79 | n     | 74,24 | 76,79 m   |                                          |
| 28        | A      | Leandro Ramos            | Portogallo        | 75,73 | n     | n     | 75,73 m   |                                          |
| 29        | B      | Mustafa Mahmud           | Egitto            | 74,87 | n     | n     | 74,87 m   |                                          |
| 30        | A      | Ihab Abdelrahman         | Egitto            | 72,98 | n     | n     | 72,98 m   |                                          |
| –         | B      | Gatis Cakšs              | Lettonia          | n     | n     | n     | nm        |                                          |
| –         | A      | Teura'itera'i Tupaia     | Francia           | n     | n     | n     | nm        |                                          |

### Finale

Video integrale della Finale

| Record mondiale      | Jan Železný         | 98,48 m | Jena    | 25 maggio 1996   |
| Record olimpico      | Andreas Thorkildsen | 90,57 m | Pechino | 23 agosto 2008   |
| Capolista stagionale | Max Dehning         | 90,20 m | Halle   | 25 febbraio 2024 |

Giovedì 8 agosto, ore 20:25.
| Pos.    | Atleta                 | Nazione           | Lanci | Lanci | Lanci | Lanci           | Lanci           | Lanci           | Miglior Misura | Note                                     |
| Pos.    | Atleta                 | Nazione           | 1°    | 2°    | 3°    | 4°              | 5°              | 6°              | Miglior Misura | Note                                     |
| ------- | ---------------------- | ----------------- | ----- | ----- | ----- | --------------- | --------------- | --------------- | -------------- | ---------------------------------------- |
| Oro     | Arshad Nadeem          | Pakistan          | n     | 92,97 | 88,72 | 79,40           | 84,87           | 91,79           | 92,97 m        | Record olimpico                          |
| Argento | Neeraj Chopra          | India             | n     | 89,45 | n     | n               | n               | n               | 89,45 m        | Miglior prestazione personale stagionale |
| Bronzo  | Anderson Peters        | Grenada           | 84,70 | 87,87 | n     | 88,54           | 87,38           | 81,83           | 88,54 m        |                                          |
| 4       | Jakub Vadlejch         | Rep. Ceca         | 80,15 | 84,52 | 88,50 | n               | 84,98           | 83,27           | 88,50 m        |                                          |
| 5       | Julius Yego            | Kenya             | 80,29 | 87,72 | n     | 84,90           | 83,20           | 81,58           | 87,72 m        | Miglior prestazione personale stagionale |
| 6       | Julian Weber           | Germania          | n     | 87,33 | n     | 86,85           | 87,40           | 84,09           | 87,40 m        |                                          |
| 7       | Keshorn Walcott        | Trinidad e Tobago | 86,16 | n     | 82,89 | 78,96           | 76,86           | –               | 86,16 m        | Miglior prestazione personale stagionale |
| 8       | Lassi Etelätalo        | Finlandia         | 78,81 | 77,60 | 84,58 | 82,02           | n               | 81,69           | 84,58 m        |                                          |
| 9       | Oliver Helander        | Finlandia         | 81,24 | 82,68 | n     | Non qualificati | Non qualificati | Non qualificati | 82,68 m        |                                          |
| 10      | Toni Keränen           | Finlandia         | 80,92 | 75,33 | 78,90 | Non qualificati | Non qualificati | Non qualificati | 80,92 m        |                                          |
| 11      | Luiz Maurício da Silva | Brasile           | 80,67 | 78,67 | n     | Non qualificati | Non qualificati | Non qualificati | 80,67 m        |                                          |
| 12      | Andrian Mardare        | Moldavia          | 79,14 | 80,10 | 77,77 | Non qualificati | Non qualificati | Non qualificati | 80,10 m        |                                          |